# Liste der Biografien/Kalk
Liste der Biografien |
Portal Biografien |
Personensuche
# |
A |
B |
C |
D |
E |
F |
G |
H |
I |
J |
K |
L |
M |
N |
O |
P |
Q |
R |
S |
T |
U |
V |
W |
X |
Y |
Z |
?
 
Ka |
Kb |
Kc |
Kd |
Ke |
Kf |
Kg |
Kh |
Ki |
Kj |
Kl |
Km |
Kn |
Ko |
Kp |
Kr |
Ks |
Kt |
Ku |
Kv |
Kw |
Ky |
Kx |
Kz
 
Kaa–Kag |
Kah |
Kai |
Kaj |
Kak |
Kal |
Kam |
Kan |
Kao |
Kap |
Kar |
Kas |
Kat |
Kau |
Kav |
Kaw |
Kay |
Kaz
 
Kala |
Kalb |
Kalc |
Kald |
Kale |
Kalf |
Kalh |
Kali |
Kalj |
Kalk |
Kall |
Kalm |
Kaln |
Kalo |
Kalp |
Kals |
Kalt |
Kalu |
Kalv |
Kalw |
Kaly |
Kalz
Die Liste der Biografien führt alle Personen auf, die in der deutschsprachigen Wikipedia einen Artikel haben. Dieses ist eine Teilliste mit 65 Einträgen von Personen, deren Namen mit den Buchstaben „Kalk“ beginnt.

## Kalk
- Kalk, Anna Regina (* 1993), estnische Jazz- und Fusionmusikerin (Gitarre, Komposition)
- Kalk, Bernhard (1902–1981), deutscher Politiker (SPD), MdL
- Kalk, Heinrich Otto (1895–1973), deutscher Hepatologe und Hochschullehrer
- Kalk, Klaus-Rainer, deutscher Datenschutzexperte

### Kalka
- Kalka, Dieter (* 1957), deutscher Schriftsteller und Liedermacher
- Kalka, Gabriele (* 1968), deutsche Tischtennisspielerin
- Kalka, Joachim (* 1948), deutscher Übersetzer und Literaturkritiker
- Kalkaba Malboum, Hamad (* 1950), kamerunischer Sportfunktionär
- Kalkan, Abdurrahman Yavuz (* 1973), türkischer Fußballspieler
- Kalkan, Duran, türkischer Führungskader der PKK
- Kalkan, Muhammet Emre (* 1994), türkischer Fußballspieler
- Kalkan, Murat (* 1986), deutsch-türkischer Fußballspieler
- Kalkavan, Mete (* 1979), türkischer Fußballschiedsrichter

### Kalkb
- Kalkberner, Johann, deutscher Goldschmied und Bürgermeister der Reichsstadt Aachen
- Kalkbrenner, Carla (* 1953), deutsche Journalistin und Autorin
- Kalkbrenner, Christian (1755–1806), deutscher Chordirektor und Komponist
- Kalkbrenner, Christian (* 1960), deutscher Unternehmensberater
- Kalkbrenner, Friedrich (1785–1849), deutsch-französischer Pianist und Komponist
- Kalkbrenner, Fritz (* 1981), deutscher Musikproduzent und Sänger
- Kalkbrenner, Georg (1875–1956), Finanzsenator der Hansestadt und ist Träger des Großen Bundesverdienstkreuzes
- Kalkbrenner, Helmut (1930–1984), deutscher Politiker (BP, BSP)
- Kalkbrenner, Jörn (* 1950), deutscher Journalist und Autor
- Kalkbrenner, Michael (* 1956), deutscher Fußballspieler und -trainer
- Kalkbrenner, Paul (* 1977), deutscher Techno-MusikerPaul Kalkbrenner (* 1977)

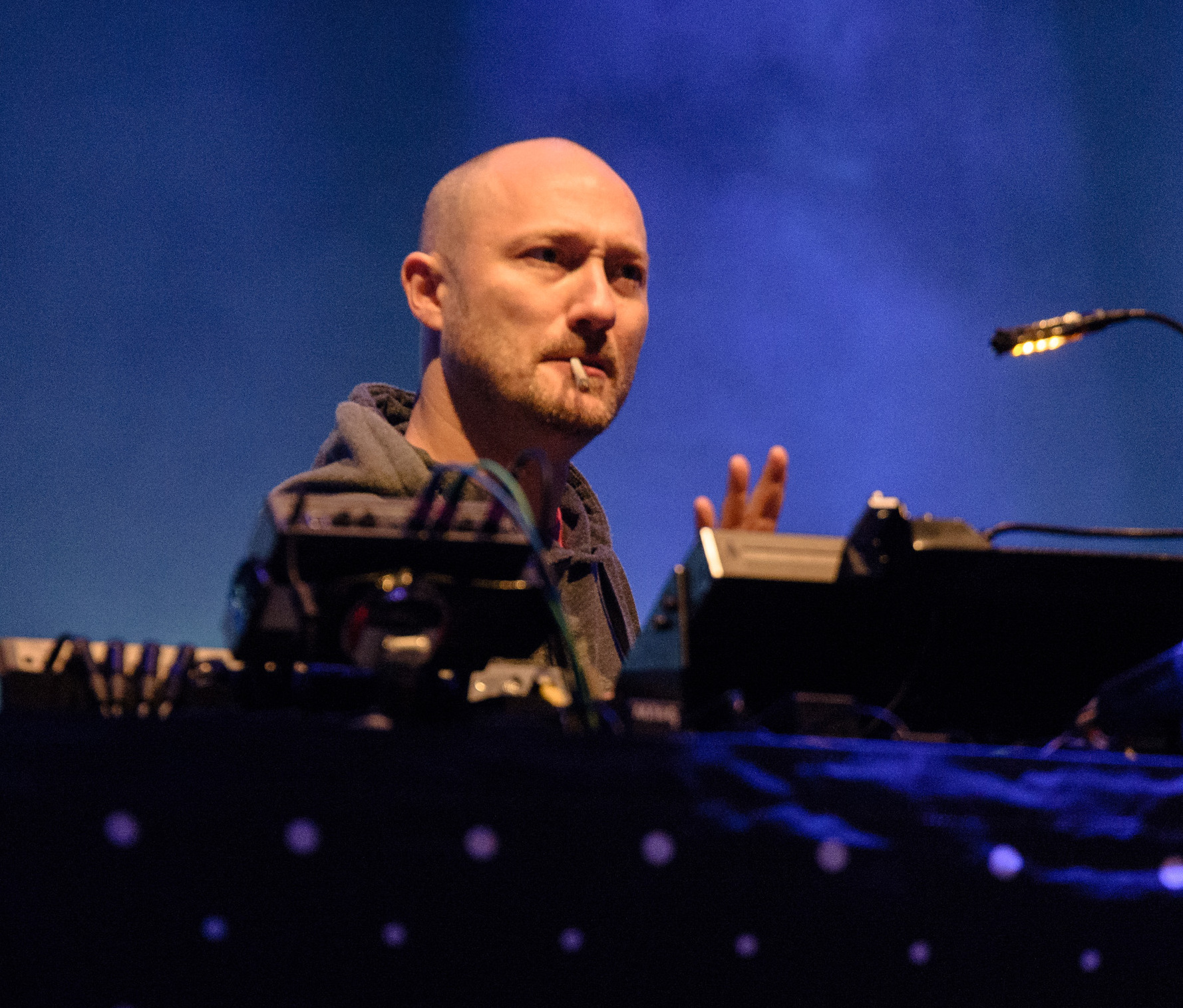
Paul Kalkbrenner (* 1977)

### Kalke
- Kalke, Hans-Joachim (* 1926), deutscher DBD-Funktionär, MdV
- Kalke, Thilo (1924–2018), deutscher Musiker (Piano, Oboe, Komposition)
- Kalken, Patrick van (* 1975), niederländischer Judoka
- Kalkenberg, Emilie Ågheim (* 1997), norwegische Biathletin
- Kälker, Georg (1862–1932), deutscher Pädagoge

### Kalkh
- Kalkhof, Peter (1933–2014), deutscher Maler, Zeichner und Grafiker der Konkreten Kunst
- Kalkhof, Richard (1858–1925), deutscher Jurist und Politiker (Zentrum), MdR
- Kalkhof, Tim (* 1987), deutscher Schauspieler

### Kalki
- Kalki (1899–1954), tamilischer indischer Schriftsteller, Journalist und Drehbuchautor
- Kalki, Max (1907–1990), deutscher Violinist, Konzertmeister und Kammermusiker

### Kalkm
- Kalkman, Chris (1887–1950), niederländischer Radrennfahrer
- Kalkman, Cornelis (1928–1998), niederländischer Botaniker
- Kalkman, Monique (* 1964), niederländische Rollstuhltennisspielerin
- Kalkmann, August (1853–1905), deutscher Klassischer Archäologe
- Kalkmann, Hans-Oiseau (* 1940), deutscher Bildhauer, Fotograf und Aktionskünstler
- Kalkmann, Heinrich Philipp Ludwig (1822–1873), deutscher Kaufmann
- Kalkmann, Ludwig Friedrich (1791–1847), deutscher Kaufmann
- Kalkmann, Marie (1822–1919), deutsche Frauenrechtlerin und Musikpädagogin

### Kalko
- Kalko, Elisabeth (1962–2011), deutsche Ökologin und Tropenforscherin
- Kalkofe, Oliver (* 1965), deutscher Komiker, Kolumnist und SchauspielerOliver Kalkofe (* 1965)

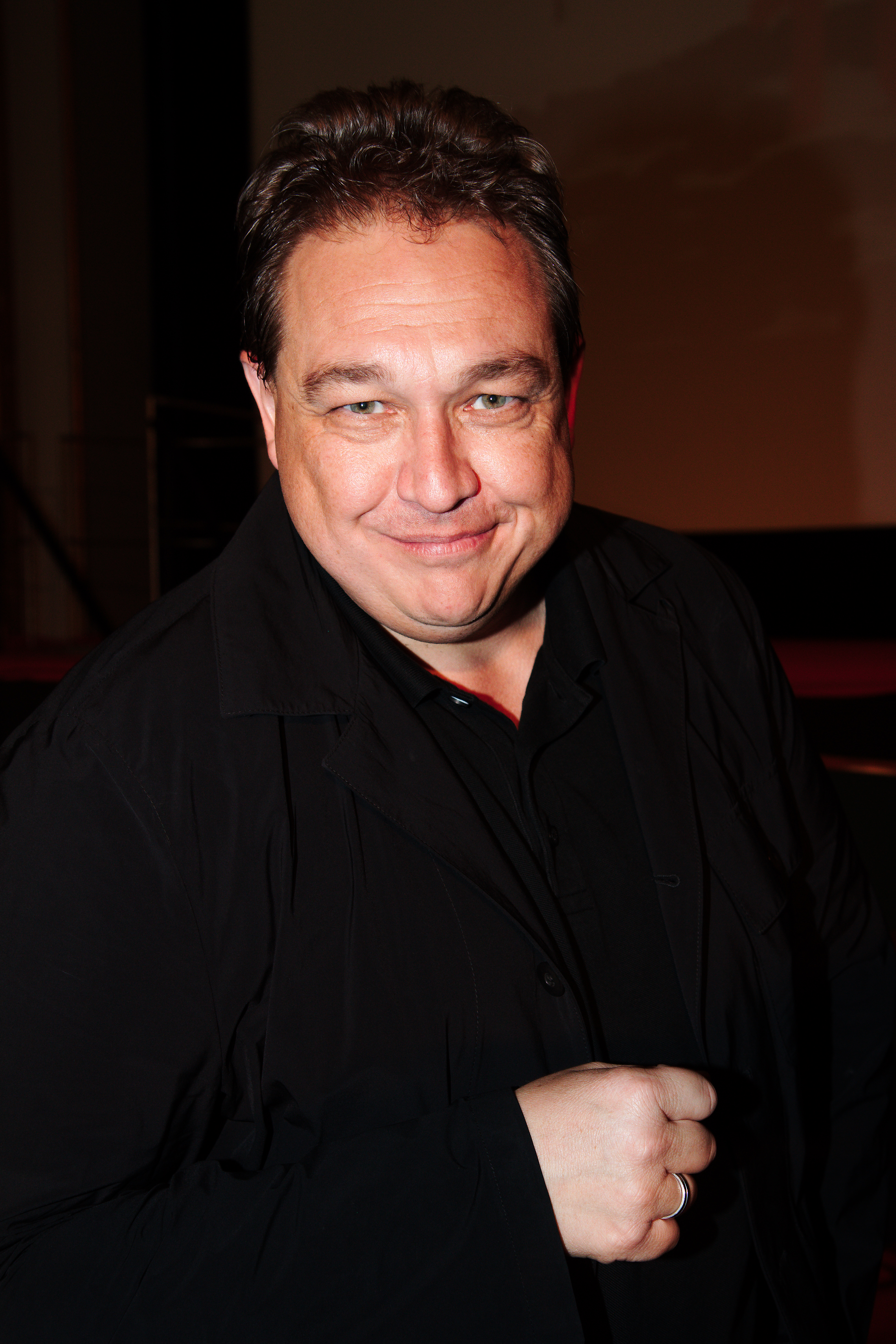
Oliver Kalkofe (* 1965)

- Kalkoff, Hermann (1876–1937), liberaler Verleger und Parteifunktionär in Kaiserreich und Weimarer Republik
- Kalkoff, Karl Wilhelm (1909–1981), deutscher Dermatologe und Hochschullehrer
- Kalkoff, Otto (* 1887), deutscher Verleger, Werbeunternehmer und Marketing-Experte
- Kalkoff, Paul (1858–1928), deutscher Reformationshistoriker
- Kalkoff, Woldemar (1900–1945), deutscher Jurist, Amtshauptmann und Landrat
- Kalkos, Panagiotis (1810–1878), griechischer Architekt
- Kalkowska, Eleonore (1883–1937), polnisch-deutsche Schriftstellerin und Schauspielerin
- Kalkowski, Alfred (* 1924), deutscher Fußballspieler
- Kalkowski, Christoph (* 1967), deutscher Hörspielautor und -regisseur
- Kalkowski, Gottfried Kalle (* 1950), deutscher Rocksänger und Schlagzeuger
- Kalkowsky, Ernst (1851–1938), deutscher Geologe
- Kalkoye, Soumana (* 1966), nigrischer Offizier

### Kalkr
- Kalkreuter, Matthias (* 1986), deutscher Politiker (SPD), Bürgermeister von Lage

### Kalks
- Kalkschmidt, Eugen (1874–1962), deutscher Schriftsteller, Redakteur, Kunsthistoriker und Schauspieler
- Kalkschmidt, Olga Therese (1876–1959), deutsche Malerin
- Kalkstein, Anton von (1839–1918), Rittergutsbesitzer und Politiker, MdR
- Kalkstein, Michael von (1830–1911), deutscher Rittergutsbesitzer und Politiker, MdR

### Kalku
- Kalkum, Maurus (1836–1893), deutscher Theologe, Abt der Territorialabtei Wettingen-Mehrerau (1878–1893)
- Kalkun, Mari (* 1986), estnische Musikerin, Sängerin und Songwriterin
- Kalkutschke, Petra (* 1961), deutsche Schauspielerin

### Kalkw
- Kalkwarf, Clare (1949–2006), südafrikanische Trägerin der Silbermedaille „Order pro merito melitensi“ des Malteserordens